# Хоу Ханьшу
|    | Твір              | Автори                          | Сувої |
| -- | ----------------- | ------------------------------- | ----- |
| 1  | Ши цзі 史記       | Сима Цянь 司馬遷 (Західна Хань) | 130   |
| 2  | Ханьшу 漢書       | Бань Ґу 班固 (Східна Хань)      | 100   |
| 3  | Хоу Ханьшу 後漢書 | Фань Є 范曄 (Лю Сун)            | 120   |
| 4  | Саньґочжи         | Чень Шоу                        | 65    |
| 5  | 晋書              | 唐・房玄齢他                    | 130   |
| 6  | Книга Сун 宋書    | Шень Юе 沈約 (Південна Ці)      | 100   |
| 7  | 南斉書            | 梁・蕭子顕                      | 59    |
| 8  | 梁書              | 唐・姚思廉                      | 56    |
| 9  | 陳書              | 唐・姚思廉                      | 36    |
| 10 | 魏書              | 北斉・魏収                      | 114   |
| 11 | 北斉書            | 唐・李百薬                      | 50    |
| 12 | 周書              | 唐・令狐徳棻他                  | 50    |
| 13 | 隋書              | 唐・魏徴、長孫無忌              | 85    |
| 14 | 南史              | 唐・李延寿                      | 80    |
| 15 | 北史              | 唐・李延寿                      | 100   |
| 16 | 旧唐書            | 後晋・劉昫他                    | 200   |
| 17 | 新唐書            | 北宋・欧陽修、宋祁              | 225   |
| 18 | 旧五代史          | 北宋・薛居正他                  | 150   |
| 19 | 新五代史          | Оуян Сю 欧陽修 (Північна Сун)   | 74    |
| 20 | 宋史              | 元・トクト（脱脱）他            | 496   |
| 21 | 遼史              | 元・トクト（脱脱）他            | 116   |
| 22 | 金史              | 元・トクト（脱脱）他            | 135   |
| 23 | 元史              | 明・宋濂他                      | 210   |
| 24 | Історія Мін 明史  | 清・張廷玉等                    | 332   |

Хоу Ханьшу (спрощ.: 后汉书; кит. трад.: 後漢書; піньїнь: hòuhànshū) або Книга Пізньої Хань — китайський офіційний історичний твір, присячений правлінню династії Пізня Хань (25 — 220). Один із 24 офіційних історій Китаю. Упорядкований істориком династії Сун на ім'я Фань Є (398 — 446) у 5 столітті на основі попередніх історичних хронік та державних документів.
Хоу Ханьшу складається з 120 томів або сувоїв. 10 з них є життєписами імператорів династії (本紀), 80 — описами біографій визначних осіб та повідомленнями про чужеземні краї (列伝), 30 — записами з різних галуей знань тієї епохи (志).
Хоу Ханьшу є цінним джерелом для вивчення історії Китаю.

## Зміст

### Згадки про Рим
У 88 сувої, у частині, присвяченій опису західних чужоземних країв, є запис під 166 роком про країну Да Цінь (大秦国). Її посли  прибули до південного Китаю з прикрасами зі слонової кістки і черепахи бісси. Книга повідомляє, що вони були прислані ваном Ан Дунь держави Да Цінь (大秦王安敦). Досідники пов'язують його із римським імператором Марком Аврелієм.

### Згадки про Японію
У 115 сувої, частині розділу про «Східних варварів» містяться писемні повідомлення про людей ва — японців. Ці відомості, ймовірно базуються на більш ранніх записах «Переказ про людей ва Записів Вей». Автор Хоу Ханьшу додав до них нові свідчення:
- Згадав про підношення у 107 році китайському імператору 160 полонених або рабів людьми країн ва.
- Датував велику смуту у країнах ва, про яку згадують на початку «Записи Вей», 147—188 роками,
- Розмістив японську країну Куґакан-коку на північному заході, в той час як «Записи Вей» локалізували її на півночі.
- Розмістив японську країну Куна-коку на сході від Яматай, країни вана-жінки Хіміко.
- Згадав, що до країни Яматай, яка розташована на півдні, слід добиратися морем, подолавши більш як 1000 лі.
- Згадав, що Хіміко служила «шляхові демонів і богів», на відміну від «шляху демонів», як у «Переказі».[3]